# Sexauer Gemeindepreis für Theologie
Der Sexauer Gemeindepreis für Theologie wurde 1980 durch den Sexauer Gemeindepfarrer Rudolf Landau initiiert und wird seit 1981 von der evangelischen Kirchengemeinde Sexau (bei Freiburg im Breisgau) verliehen.
Mit dem Preis werden akademisch lehrende Theologinnen oder Theologen geehrt, die sich in ihrem Wirken und Publizieren durch besondere Gemeindenähe auszeichnen, die also Fragen von Relevanz für die Gemeinden oder in verständlicher Weise aufnehmen und bearbeiten.
Der Preis wird in unregelmäßigen Zeitabständen vergeben, wobei die Verleihung in der Adventszeit vorgenommen wird. Über die Vergabe entscheidet der Kirchengemeinderat auf Vorschlag des theologischen Gesprächskreises der Kirchengemeinde. Die Festvorträge und Festpredigten der Geehrten und ihre jeweilige Adventspredigt werden als Sexauer Gemeindepreis-Heft gedruckt.
Der Preisträger 2024, der Soziologe Professor Hartmut Rosa, ist erstmals kein Theologe, und der Preis wurde auch nicht im Advent verliehen, sondern in einem Festakt am 27. April 2024.

## Preisträger
| - 1981: Hans Walter Wolff - 1982: Eduard Schweizer - 1983: Claus Westermann - 1984: Heribert Mühlen - 1985: Ernst Käsemann - 1986: Werner Krusche - 1987: Jürgen Moltmann - 1988: Jürgen Ebach - 1990: Luise Schottroff - 1991: Manfred Seitz - 1993: Gerd Theißen - 1995: Walter J. Hollenweger | - 1997: Gottfried Bachl - 1999: Klaus Berger - 2003: Michael Ebertz - 2005: Fulbert Steffensky - 2008: Hans-Joachim Eckstein - 2010: Wolfgang Huber - 2013: Michael Herbst - 2015: Manfred Josuttis - 2018: Okko Herlyn - 2024: Hartmut Rosa |

## Weblink
- Sexauer Gemeindepreis für Theologie